# Йохан III фон Райнек
Йохан III фон Райнек (на немски: Johann III von Rheineck; † сл. 1356) е бургграф на замък Райнек на Рейн при Брайзиг в Рейнланд-Пфалц.

## Произход
Той е син на бургграф Йохан II фон Райнек († пр. 1304) и съпругата му Елизабет фон Изенбург-Аренфелс († сл. 1366), дъщеря на граф Герлах I фон Изенбург-Аренфелс и Елизабет фон Клеве († 1283).

## Фамилия
Първи брак: през 1311 г. с графиня Изенгард фон Изенбург-Браунсберг († сл. 1315), дъщеря на граф Йохан I фон Изенбург-Браунсберг († 1327) и първата му съпруга Агнес фон Изенбург-Гренцау († 1314). Бракът е бездетен.
Втори брак: с Маргарета фон Хамерщайн (* пр. 1325; † сл. 1335), дъщеря на бургграф Лудвиг IV фон Хамерщайн, бургграф на Райнек († сл. 1312) и Катарина фон Мероде († сл. 1302). Те имат три деца:
- Йохан IV фон Райнек (* пр. 1368; † 26 декември 1381), рицар
- Хайнрих III фон Райнек (* пр. 1368; † сл. 1390/сл. 1410), бургграф на Райнек, женен за Ирмезинд фон Томберг (* 1364; † сл. 1382)
- Катарина фон Райнек († 1391/1397), омъжена за Арнолд Шилинг фон Ланщайн († 1394/1397)